# Félix González-Torres
Félix González-Torres (Guáimaro, Cuba, 26 de novembro de 1957 – Miami, 9 de janeiro de 1996) foi um artista visual americano-cubano. Conhecido pelas suas instalações e esculturas minimalistas em que utilizava materiais como lâmpadas, relógios, pilhas de papel ou doces embalados, em 1987 juntou-se ao Material Group, um grupo de artistas sediados em Nova Iorque que pretendiam trabalhar de forma colaborativa, aderindo aos princípios do ativismo cultural e da educação comunitária.

## Biografia
Em 1971, Félix González-Torres e sua irmã Gloria foram enviados para Madri, onde permaneceram em um orfanato até se estabelecerem em Porto Rico com seus parentes no mesmo ano. Ele se formou no Colégio San Jorge em 1976 e iniciou seus estudos de arte na Universidade de Porto Rico enquanto participava ativamente da cena artística local.Ele se mudou para a cidade de Nova York em 1979 com uma bolsa de estudos.No ano seguinte participou do Whitney Independent Study Program, onde foi influenciado por sua introdução à teoria crítica. Frequentou o programa pela segunda vez em 1983, ano em que recebeu o título de Bacharel em Belas Artes em Fotografia pelo Pratt Institute.
Em 1986 González-Torres viajou pela Europa e estudou em Veneza. Em 1987 ele recebeu o título de Mestre em Belas Artes pelo Centro Internacional de Fotografia e pela Universidade de Nova York. Mais tarde, foi professor na mesma Universidade de Nova York e por um breve período no California Institute of the Arts em Valencia (Califórnia).Em 1992, González-Torres recebeu uma bolsa do DAAD para trabalhar em Berlim e, no ano seguinte, uma bolsa do National Endowment for the Arts.
González-Torres faleceu em decorrência da AIDS. em 1996 em Miami.

## Mercado
A peça Untitled (portrait of Marcel Brient) (1992) de González-Torres, vendeu-se a Phillips de Pury & Company por um valor de 4,6 milhões de dólares em 2010, um recorde para o artista num leilão.

## Sites externos
- The Felix Gonzalez-Torres Foundation (em inglês)